# Stephan Trojansky
Stephan Trojansky ist ein deutscher VFX Supervisor, der 2011 für Hereafter – Das Leben danach für den Oscar in der Kategorie Beste visuelle Effekte nominiert wurde.

## Leben
Er machte 1994 sein Abitur an der Heimschule Lender in Sasbach. Es folgte bis 1999 ein Studium an der Fakultät Architektur und Stadtplanung der Universität Stuttgart, das er allerdings abbrach. Nach seinem Studienabbruch begann er bei Scanline VFX zu arbeiten, für die er in den folgenden Jahren an Filmen wie Anatomie, Der Schuh des Manitu und (T)Raumschiff Surprise – Periode 1 mitarbeitete. Zur gleichen Zeit entwickelte er zusammen mit Thomas Ganshorn und Oliver Pilarski die Software Flowline, die digitale Wellen produziert.
Im Jahr 2008 erhielt er für diese Software den Oscar für technische Verdienste (Technik-Oscar). Nach dieser Auszeichnung zog er mit seiner amerikanischen Frau nach Los Angeles, um die dortige Niederlassung der Scanline VFX aufzubauen. 2011 wurde er außerdem für Hereafter – Das Leben danach für den Oscar in der Kategorie Beste visuelle Effekte nominiert.

## Filmografie (Spezialeffekte)
- 2000: Anatomie
- 2000: Erkan & Stefan
- 2000: Marlene
- 2001: Auf Herz und Nieren
- 2001: Das Sams
- 2001: Der Schuh des Manitu
- 2001: Viktor Vogel – Commercial Man
- 2001: Was tun, wenn’s brennt?
- 2001: Absturz in die Todeszone
- 2001: Feindliche Übernahme - althan.com
- 2002: 666 – Traue keinem, mit dem du schläfst!
- 2002: Bibi Blocksberg
- 2002: Erkan & Stefan gegen die Mächte der Finsternis
- 2002: Pietje Bell
- 2002: Wie die Karnickel
- 2003: Das fliegende Klassenzimmer
- 2003: Die wilden Kerle - Alles ist gut, solange du wild bist!
- 2003: Luther
- 2003: Der letzte Lude
- 2004: (T)Raumschiff Surprise – Periode 1
- 2004: Der Untergang
- 2004: Hai-Alarm auf Mallorca
- 2005: Vom Suchen und Finden der Liebe
- 2006: 300
- 2006: Die Sturmflut
- 2006: Hui Buh – Das Schlossgespenst
- 2006: Poseidon
- 2007: Invasion (The Invasion)
- 2008: Die Chroniken von Narnia: Prinz Kaspian von Narnia (The Chronicles of Narnia: Prince Caspian)
- 2009: 2012
- 2010: Gullivers Reisen – Da kommt was Großes auf uns zu (Gulliver's Travels)
- 2010: Hereafter – Das Leben danach (Hereafter")
- 2011: Krieg der Götter (Immortals)
- 2011: Super 8
- 2012: Battleship
- 2012: Marvel’s The Avengers (The Avengers)